# Reprezentacja Czechosłowacji w piłce wodnej mężczyzn
Reprezentacja Czechosłowacji w piłce wodnej mężczyzn – zespół, biorący udział w imieniu Czechosłowacji w meczach i sportowych imprezach międzynarodowych w piłce wodnej, powoływany przez selekcjonera, w którym mogą występować wyłącznie zawodnicy posiadający obywatelstwo czechosłowackie. Za jej funkcjonowanie odpowiedzialny był Czechosłowacki Związek Piłki Wodnej (SVP ČSFR), który był członkiem Międzynarodowej Federacji Pływackiej. W 1993 Czechosłowacja rozpadła się na dwa osobne państwa.

## Historia
W 1920 reprezentacja Czechosłowacji rozegrała swój pierwszy oficjalny mecz na igrzyskach olimpijskich.

## Udział w turniejach międzynarodowych

### Igrzyska olimpijskie
Reprezentacja Czechosłowacji 5-krotnie występowała na Igrzyskach Olimpijskich. Najwyższe osiągnięcie to ćwierćfinał w 1924 roku (7. miejsce).

### Mistrzostwa świata
Dotychczas reprezentacji Czechosłowacji żadnego razu nie udało się awansować do finałów MŚ.

### Puchar świata
Czechosłowacja żadnego razu nie uczestniczyła w finałach Pucharu świata.

### Mistrzostwa Europy
Czechosłowackiej drużynie 11 razy udało się zakwalifikować do finałów ME. Najwyższe osiągnięcie to 5.miejsce w 1931.